# Jesús Miranda
Jesús Miranda (Manzanillo, Colima; 19 de mayo de 1998) es un futbolista mexicano, juega como Mediocampista y su equipo actual es el Atlético Morelia de la Liga de Expansión MX.

## Trayectoria
Formación en Jaguares de Chiapas y Santos Laguna
En 2013 jugó con la sub-15 de los Jaguares de Chiapas, para 2014 llega a las fuerzas básicas del Santos Laguna.

### Tampico Madero Fútbol Club
En 2018 llega al Tampico Madero, y debuta primero en copa el 24 de julio de 2018 ante Pumas.
Debutaría en la Liga de Ascenso, el 31 de agosto en un partido entre los Cimarrones de Sonora.

### Deportivo Cafessa Jalisco
En 2019 llegaría al Deportivo Cafessa.

### Alebrijes de Oaxaca
En 2020 pasa a ser jugador de los Alebrijes.

### Celaya Fútbol Club
Ese mismo año llegaría al Celaya FC en el cual estaría 3 años.

### Venados Fútbol Club Yucatán
En 2024 pasa la conjunto astado del sur.